# Mosstorp, Botkyrka kommun

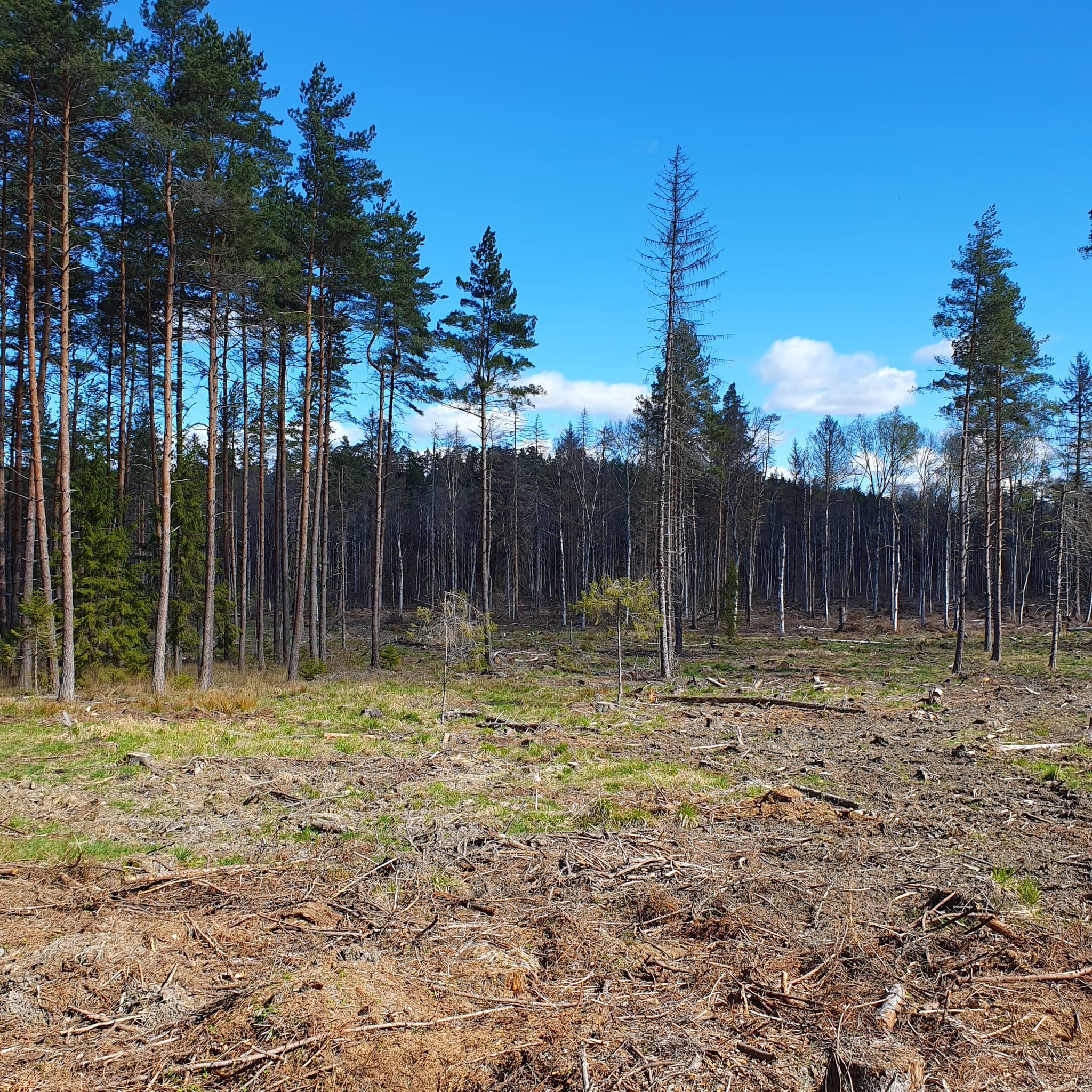
Avverkad granplantering vid Mosstorp, april 2025.

Mosstorp är ett torp i Botkyrka socken och Botkyrka kommun, på den gamla vägen mellan Uttrans sjukhus och Bornsjön. Torpet låg under Lindhovs gård och kallades under 1700-talet för Runsten, efter den runsten som tidigare stod på platsen men omkring 1927 flyttades till sin nuvarande plats nära Uttrans station.
En stolplada som tillhört Mosstorp flyttades på 1960-talet av Botkyrka hembygdsgille till hembygdsgården Trädgårdstorp i Tullinge, men ladan brann ner i slutet av 1990-talet.
Den mosse efter vilken torpet fått sitt namn har länge varit utdikad, men ska i regi av Botkyrka kommun och Skogsstyrelsen återställas. Under 2024 avverkade man den granplantering som stått på platsen och gallrade samtidigt ut bland tallarna, och under 2025 kommer diken att sättas igen och marken därigenom återvätas.